# Burqin
Burqin (àrab: برقين, Burqīn) és un municipi palestí de la governació de Jenin, a Cisjordània, al nord de la vall del Jordà, 5 kilòmetres a l'oest de Jenin. Segons l'Oficina Central Palestina d'Estadístiques tenia 5.685 habitants en 2007. La majoria dels residents de Burqin són musulmans, i hi viuen 20 famílies cristianes. L'església de Burqin, dedicada a Sant Jordi, d'època romana d'Orient, és una de les esglésies més antigues del món.

## Història
Burqin és un assentament antic, situat en un vessant, amb pedres velles reutilitzades a les cases de la ciutat. Ha estat esmenada amb el nom Burqana, a les Cartes d'Amarna del segle xiv aC com una de les nombroses ciutats conquerides pel senyor de la guerra canaanita Lab'ayu a la vall de Dothan i al sud de la vall de Jezreel.
S'hi han trobat fragments de ceràmica de l'edat del bronze, de l'edat de ferro, tardoromans,  romans d'Orient, omeies i  abbàssides.

### Època otomana

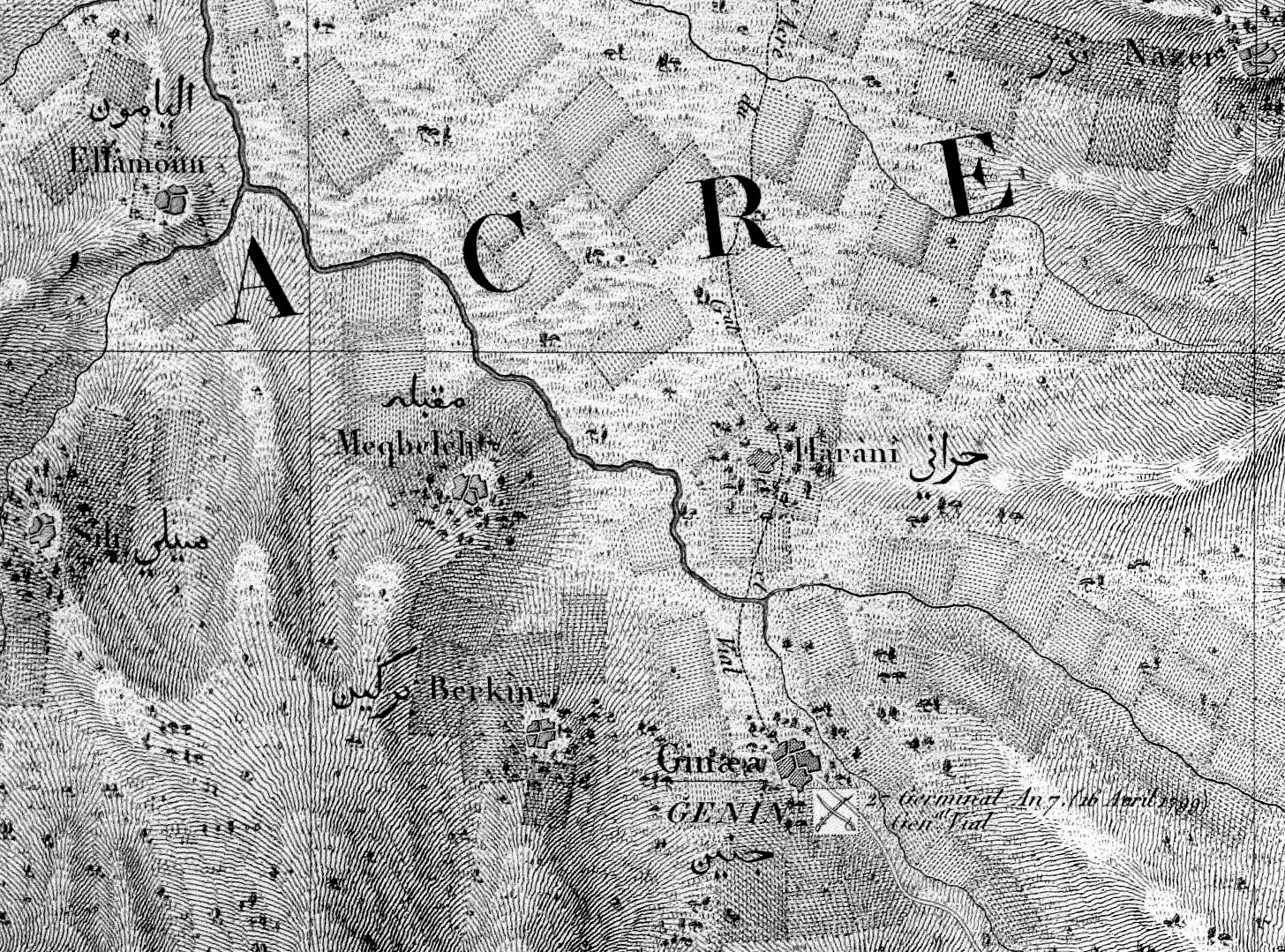
Burqin i veïnatge en 1799

En 1517 el poble va ser incorporat a l'Imperi Otomà amb la resta de Palestina, i en el cens de 1596 va aparèixer com a Bruqin, situat al nàhiya de Jabal Sami del liwà de Nablus. La població era 23 llars i 4 solters, tots ells musulmans. Pagaven una taxa impositiva del 33,3% per als productes agrícoles, és a dir el blat, l'ordi, els cultius d'estiu, les oliveres, els ingressos ocasionals, cabres i ruscs; un total de 7.980 akçe.
En 1799, Pierre Jacotin va posar al seu mapa la vila, anomenada Berkin, gairebé en línia recta a l'oest de Jenin. En 1838 Edward Robinson va posar Burqin al Districte de Jenin, també anomenat Haritheh esh-Shemaliyeh.
En 1863, quan la va visitar Victor Guérin, va trobar que la vila tenia uns 1,000 habitants, tots musulmans llevat 90 cristians ortodoxos. A més, va assenyalar que «unes 30 cisternes excavades són evidència que aquest poble s'assenta sobre un antic assentament.»
En 1872 Claude Reignier Conder visità Burqin durant el seu treball de topografia a Palestina. Va ser rebut pel capellà local i li mostrà l'església.
En 1882 el Survey of Western Palestine del Fons per a l'Exploració de Palestina descrivia Burkin com «un poble de cristians grecs, amb una petita església moderna per al ritu grec.»

### Època del mandat britànic
Al cens de Palestina de 1922, realitzat per les autoritats del Mandat Britànic Burqin tenia 883 habitants; 871 musulmans i 12 cristians. En el cens de Palestina de 1931 havien augmentat a 1,086 habitants; 1,010 musulmans i 76 cristians, amb un total de 227 cases habitades.
En el cens de 1945 la població era de 1.540 àrabs amb un total de 19.447 dúnams de terra, d'acord amb una enquesta oficial de terra i població. D'ells, 3,902 dúnams eren utilitzats per a les plantacions i terres de regadiu, 11.219 dúnams per cereals, mentre que 36 dúnams eren de sòl urbanitzat.

### Després de 1948
Com a conseqüència de la guerra araboisraeliana de 1948, i després dels acords d'armistici de 1949, Burqin va restar sota el domini jordà. Després de la Guerra dels Sis Dies el 1967, Burqin ha restat sota l'ocupació israeliana.
El 21 de juliol de l'any 2015 una resident de 21 anys a ser mort a trets durant un enfrontament amb les Forces de Defensa d'Israel que havien entrat a la ciutat en una missió de detenció durant la nit.

## Personatges
- Hana Shalabi

## Turisme
El municipi de Burqin i el ministeri de turisme palestí estan treballant en la reconstrucció de l'església romana d'Orient de Burqin (Església de Sant Jordi) una destinació turística molt popular. Les instal·lacions en la ciutat seran millorades per poder rebre més turistes. L'Agència dels Estats Units per al Desenvolupament Internacional (USAID) està finançant un projecte per renovar un edifici antic com a centre per a turistes, on es poden oferir conferències i projeccions de pel·lícules abans de visitar l'església i altres llocs històrics de la ciutat.
El municipi està parlant amb la UNESCO sobre com declarar la ciutat com a Patrimoni de la Humanitat.